# Okręgi specjalne w Tokio
Okręgi specjalne w Tokio (jap. 東京特別区 Tōkyō tokubetsu-ku, inaczej: 23 okręgi w Tokio 東京23区 Tōkyō nijūsan-ku; wspólny obszar okręgów Metropolii Tokio 東京都区部, Tōkyō-to kubu; w skrócie: okręgi (dzielnice) specjalne 特別区 tokubetsu-ku) – 23 jednostki terytorialne podziału administracyjnego, posiadające w znacznym stopniu autonomiczną władzę, stanowiące łącznie zasadniczą część stolicy Japonii, Tokio. Tak zorganizowany podział administracyjny dotyczy wyłącznie Tokio.

Mapa Metropolii Tokio (Tōkyō-to) z podziałem na: obszar 23 okręgów/dzielnic (ku, fiolet), miast (shi, róż), miasteczek (machi, żółty), wsi (mura, seledyn); trzy ostatnie stanowią obszar Tama

Okręgi specjalne Tokio

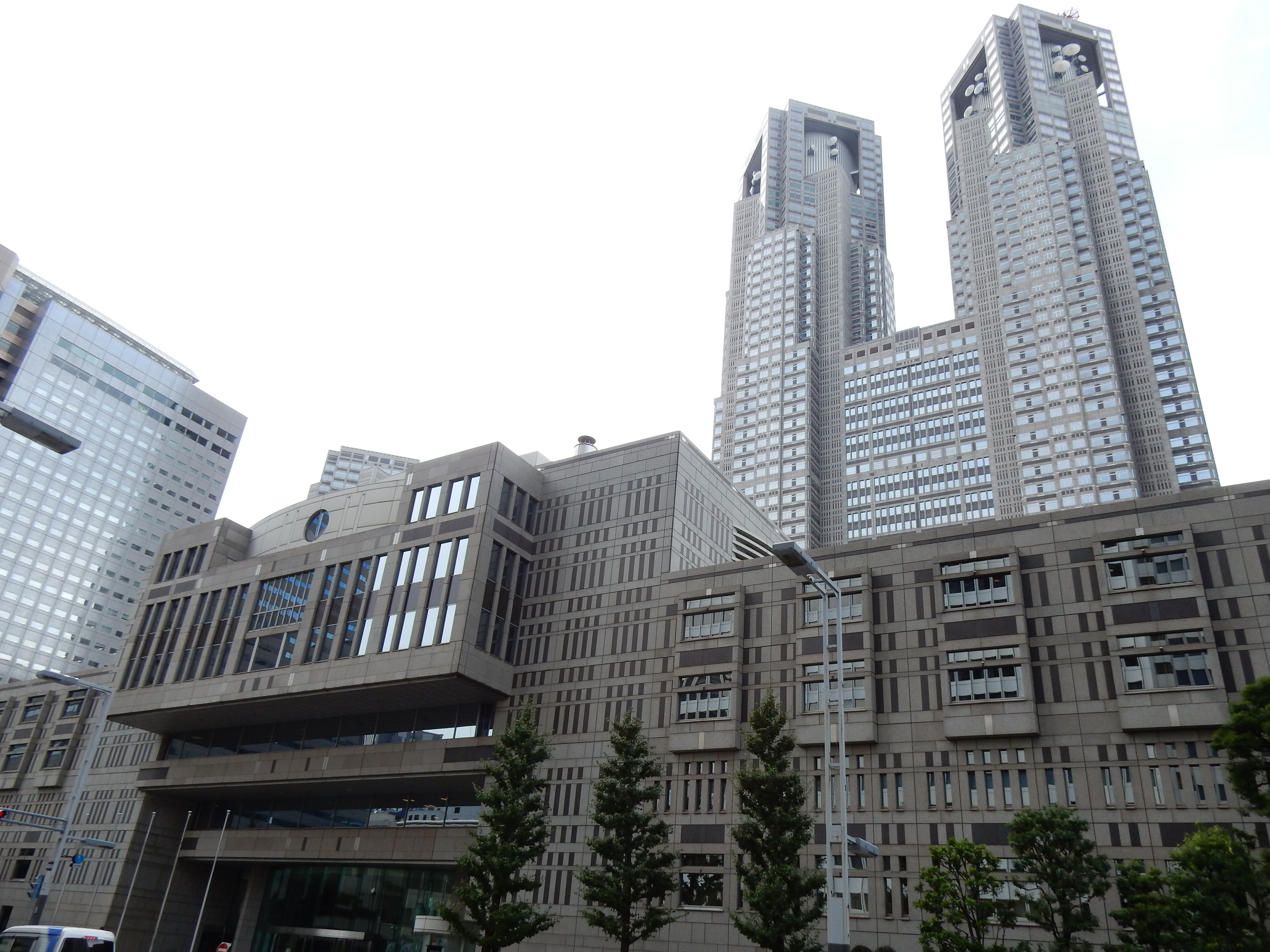
Siedziba władz Tokio, Nishi-Shinjuku, Shinjuku-ku (budynek został zaprojektowany przez Kenzō Tange (1913–2005) i oddany do użytku w 1991 r.

Ponadto, władzom metropolii tokijskiej (東京都 Tōkyō-to, inaczej: prefektura stołeczna, prefektura metropolitalna) podlega: 26 miast (市 shi), 5 miasteczek (町 machi) i 8 wiosek (村 mura), usytuowanych na obszarach: Tama i Wysp Tokio. Ze względu na gęstość zaludnienia, przyległe ośrodki miejskie i inne realia wspólnego obszaru 23 okręgów, pomiędzy władzami metropolitalnymi a okręgami istnieje unikalny system administracyjny, który różni się od typowych relacji między prefekturami a miastami.

## Opis
Łączna powierzchnia 23 okręgów wynosi 627,53 km². W 2020 r. mieszkało w nich 9 744 534 osoby, w 5 209 997 gospodarstwach domowych  (w 2010 r. 8 949 447 osób, w 4 547 435 gospodarstwach domowych). Okręgi mają od 10 km² do 62 km² powierzchni oraz od 66 tys. do 948 tys. ludności. Setagaya ma najwięcej ludności, zaś Ōta największą powierzchnię.

## System
Wyjątkowość systemu okręgów polega na tym, że mimo posiadania autonomii lokalnej rady muszą bezkonfliktowo funkcjonować razem w jednym, wielkim obszarze Tokio. System ten równoważy potrzebę utrzymania jednolitej administracji i kontroli na całym obszarze przy jednoczesnym rozwiązywaniu codziennych spraw przez samorządy lokalne, które są bliżej mieszkańców. W 23 okręgach władze metropolitalne odpowiadają za część obowiązków administracyjnych „miasta”, takich jak: usługi wodociągowe i kanalizacyjne oraz straż pożarna. Władze lokalne okręgów mają natomiast autonomię w zakresie samodzielnego zajmowania się sprawami bliskimi życiu mieszkańców, takimi jak: opieka społeczna, edukacja i mieszkalnictwo.
System okręgów specjalnych przeszedł kilka reform. Dawniej były one usytuowane w metropolii tokijskiej jako lokalne jednostki publiczne, ale w celu zwiększenia ich niezależności i autonomii system został zreformowany, aby od 2000 roku zmienić je na podstawowe podmioty lokalne. Ponadto, powołana została oddzielna rada (Metropolitan-Ward Council) jako organ doradczy ds. komunikacji i koordynacji pomiędzy władzami metropolitalnymi a okręgami.
Dzięki temu systemowi rząd metropolitalny dokonuje korekt finansowych zarówno między sobą a okręgami, jak i między samymi okręgami. Władze metropolitalne i okręgi dzielą się odpowiedzialnością za prowadzenie spraw i administrację, a tym samym dzielą się także wpływami podatkowymi.

## Podatki
Podatki od osób prawnych, od aktywów trwałych oraz specjalny podatek od własności gruntów – które są podatkami komunalnymi – są pobierane przez rząd metropolitalny, ale stała część jest przydzielana rządom okręgowym. Korekta finansowa wśród 23 okręgów ma również na celu wyrównanie dysproporcji w dochodach fiskalnych poszczególnych okręgów w przypadku nierównego podziału środków. Kiedy podstawowa potrzeba fiskalna okręgu przewyższa jego podstawowe dochody fiskalne, różnica jest nadrabiana w formie alokacji od rządu metropolitalnego.

## Lista okręgów specjalnych
| Nazwa | Nazwa         | Nazwa      | Powierzchnia (km²) | Ludność   | Kod jednostki | Mapa | Główne dzielnice                                                                                         |
| Polska nazwa | Rōmaji        | Kanji      | Powierzchnia (km²) | Ludność   | Kod jednostki | Mapa | Główne dzielnice                                                                                         |
| --- | ------------- | ---------- | ------------------ | --------- | ------------- | ---- | --- |
| Adachi | Adachi-ku     | 足立区     | 53,25              | 695 530   | 13121         |      | Ayase, Kitasenju, Takenotsuka                                                                            |
| Arakawa | Arakawa-ku    | 荒川区     | 10,16              | 217 713   | 13118         |      | Arakawa, Machiya, Nippori, Minamisenju                                                                   |
| Bunkyō | Bunkyō-ku     | 文京区     | 11,29              | 240 297   | 13105         |      | Hongō, Yayoi, Hakusan                                                                                    |
| Chiyoda | Chiyoda-ku    | 千代田区   | 11,66              | 66 758    | 13101         |      | Nagatachō, Kasumigaseki, Ōtemachi, Marunouchi, Akihabara, Yūrakuchō, Iidabashi, Kanda                    |
| Chūō | Chūō-ku       | 中央区     | 10,21              | 169 318   | 13102         |      | Nihonbashi, Kayabachō, Ginza, Tsukiji, Hatchōbori, Shinkawa, Tsukishima, Kachidoki, Tsukuda              |
| Edogawa | Edogawa-ku    | 江戸川区   | 49,90              | 698 189   | 13123         |      | Kasai, Koiwa                                                                                             |
| Itabashi | Itabashi-ku   | 板橋区     | 32,22              | 584 403   | 13119         |      | Itabashi, Takashimadaira                                                                                 |
| Katsushika | Katsushika-ku | 葛飾区     | 34,80              | 453 441   | 13122         |      | Tateishi, Aoto, Kameari, Shibamata                                                                       |
| Kita | Kita-ku       | 北区       | 20,61              | 355 501   | 13117         |      | Akabane, Ōji, Tabata                                                                                     |
| Kōtō | Kōtō-ku       | 江東区     | 42,99              | 524 547   | 13108         |      | Kiba, Ariake, Kameido, Tōyōchō, Monzennakachō, Fukagawa, Kiyosumi, Shirakawa, Etchūjima, Sunamachi, Aomi |
| Meguro | Meguro-ku     | 目黒区     | 14,67              | 288 501   | 13110         |      | Meguro, Nakameguro, Jiyugaoka, Komaba, Aobadai                                                           |
| Minato | Minato-ku     | 港区       | 20,37              | 260 851   | 13103         |      | Odaiba, Shinbashi, Hamamatsuchō, Mita, Roppongi, Toranomon, Aoyama, Azabu, Akasaka                       |
| Nakano | Nakano-ku     | 中野区     | 15,59              | 345 089   | 13114         |      | Nakano                                                                                                   |
| Nerima | Nerima-ku     | 練馬区     | 48,08              | 753 045   | 13120         |      | Nerima, Ōizumi, Hikarigaoka                                                                              |
| Ōta | Ōta-ku        | 大田区     | 61,86              | 748 291   | 13111         |      | Ōmori, Kamata, Haneda, Den-en-chōfu                                                                      |
| Setagaya | Setagaya-ku   | 世田谷区   | 58,05              | 948 147   | 13112         |      | Setagaya, Shimokitazawa, Kinuta, Karasuyama, Tamagawa                                                    |
| Shibuya | Shibuya-ku    | 渋谷区     | 15,11              | 244 067   | 13113         |      | Shibuya, Ebisu, Harajuku, Daikanyama, Hiroo                                                              |
| Shinagawa | Shinagawa-ku  | 品川区     | 22,84              | 422 795   | 13109         |      | Shinagawa, Gotanda, Ōsaki, Hatanodai, Ōimachi, Tennōzu                                                   |
| Shinjuku | Shinjuku-ku   | 新宿区     | 18,22              | 349 743   | 13104         |      | Shinjuku, Takadanobaba, Ōkubo, Kagurazaka, Ichigaya, Yotsuya, Sendagaya, Yoyogi                          |
| Suginami | Suginami-ku   | 杉並区     | 34,06              | 592 241   | 13115         |      | Kōenji, Asagaya, Ogikubo                                                                                 |
| Sumida | Sumida-ku     | 墨田区     | 13,77              | 272 190   | 13107         |      | Kinshichō, Morishita, Ryōgoku                                                                            |
| Taitō | Taitō-ku      | 台東区     | 10,11              | 211 779   | 13106         |      | Ueno, Asakusa                                                                                            |
| Toshima | Toshima-ku    | 豊島区     | 13,01              | 302 098   | 13116         |      | Ikebukuro, Komagome, Senkawa, Sugamo                                                                     |
| okręgi specjalne w Tokio | Tōkyōto-kubu  | 東京都区部 | 627,53             | 9 744 534 | 13100         |      | |
| * W skład okręgów specjalnych Tokio wchodzą obszary, które nie wchodzą w skład żadnych dzielnic: obszar ujścia Arakawy (Arakawa kawaguchi-bu) o pow. 1,12 km², zewnętrzne składowisko odpadów Falochronu Centralnego (Chūō-bōhatei-sotogawa-umetate-chi) o pow. 1,22 km², nowe miejsce utylizacji odpadów morskich (Shin-kaimen-shobunjō) o pow. 2,36 km². |               |            |                    |           |               |      | |